# Лопу Ваш де Сампайю
Лопу Ваш де Сампайю (порт. Lopo Vaz de Sampaio; Карразеда-де-Ансіайнш бл. 1480 — Лісабон 1534) — португальський мореплавець, губернатор Португальської Індії (1526—1529 рр). Він також був капітаном Васко да Гами, відомого португальського дослідника.

## Біографія
Батько, Діогу де Сампайю (Diogo de Sampaio), був близький королю Афонсу V, брав участь у захопленні Асіли, де португальський монарх посвятив його в лицарі, згодом брав участь у битві при Торо.
Лопу Ваш де Сампаю служив фідальго при королівському домі. Відзначився в численних битвах на землях Північної Африки. Він одружився з Жумар де Еса, придворною дамою герцогині Ізабель де Візе.

## Губернатор Португальської Індії
Після тривалого перебування в Португалії вирушив до Індії в 1521 разом із Васко да Гамою, призначеним 6-м губернатором і 2-м віце-королем. Васко да Гама помер 24 грудня 1524 року в Кочині, де на той час було зосереджено всю адміністративну владу заморської території і першим губернатором, призначеним на посаду заздалегідь підготовленим письмовим розпорядженням короля став Енріке де Мінезіш, який також незабаром (2 лютого 1526 р.) помер у Кананурі. У другому секретному пакеті з призначенням нового губернатора значилося ім'я дона Педру де Машкареньяша, котрий на той час обіймав посаду губернатора португальської Малакки. Для повідомлення кандидата та його прибуття на нове місце служби потрібен був час у кілька місяців. Після тривалих дебатів було вирішено не гаяти часу і розкрити третій секретний пакет, у якому значилося ім'я Лопу Ваш де Сампаю.
Протягом 1528–29 років Лопу Ваш де Сампайю захопив у Гуджаратського султанату форт Махім, коли султан  воював з Нізам-уль-Мульком, володарем Чаула, міста на південь від Бомбея.
Під час його правління португалець на ім'я Антоніу Тенрейру здійснив наземну подорож з Індії до Португалії.
У 1529 році його замінив на посаді губернатора Індії Нуну да Кунья, який заарештував Лопу Ваш де Сампаю через обвинувачення в узурпації посади губернатора Португальської Індії і фінансових зловживаннях. Після повернення в Португалію перебував в ув'язненні. Через деякий час після повернення надіслав петицію королю Жуану III і після розгляду якої був звільнений.